# Mecyclothorax irregularis
Mecyclothorax irregularis är en skalbaggsart som beskrevs av Britton 1948. Mecyclothorax irregularis ingår i släktet Mecyclothorax och familjen jordlöpare. Inga underarter finns listade i Catalogue of Life.